# یواس‌اس ویلیام اچ بیتس (اس‌اس‌ان-۶۸۰)
یواس‌اس ویلیام اچ بیتس (اس‌اس‌ان-۶۸۰) (به انگلیسی: USS William H. Bates (SSN-680)) یک زیردریایی بود که طول آن ۳۰۲ فوت ۳ اینچ (۹۲٫۱۳ متر) بود. این زیردریایی در سال ۱۹۷۱ ساخته شد.